# Borussia Verein für Leibesübungen 1900 Mönchengladbach 2013-2014
Questa voce raccoglie le informazioni riguardanti il Borussia Verein für Leibesübungen 1900 Mönchengladbach nelle competizioni ufficiali della stagione 2013-2014.

## Rosa
| N. |                        | Ruolo | Calciatore            |
| -- | ---------------------- | ----- | --------------------- |
| 21 | Germania (bandiera)    | P     | Janis Blaswich        |
| 33 | Germania (bandiera)    | P     | Christofer Heimeroth  |
| 1  | Germania (bandiera)    | P     | Marc-André ter Stegen |
| 20 | Germania (bandiera)    | D     | Nico Brandenburger    |
| 4  | Paesi Bassi (bandiera) | D     | Roel Brouwers         |
| 3  | Belgio (bandiera)      | D     | Filip Daems           |
| 15 | Spagna (bandiera)      | D     | Domínguez             |
| 24 | Germania (bandiera)    | D     | Tony Jantschke        |
| 27 | Germania (bandiera)    | D     | Julian Korb           |
| 28 | Finlandia (bandiera)   | D     | Joel Mero             |
| 39 | Austria (bandiera)     | D     | Martin Stranzl        |
| 17 | Svezia (bandiera)      | D     | Oscar Wendt           |
| 18 | Venezuela (bandiera)   | C     | Juan Arango           |

| N. |                     | Ruolo | Calciatore       |
| -- | ------------------- | ----- | ---------------- |
| 19 | Germania (bandiera) | C     | Mahmoud Dahoud   |
| 7  | Germania (bandiera) | C     | Patrick Herrmann |
| 23 | Germania (bandiera) | C     | Christoph Kramer |
| 14 | Germania (bandiera) | C     | Thorben Marx     |
| 16 | Norvegia (bandiera) | C     | Håvard Nordtveit |
| 8  | Germania (bandiera) | C     | Lukas Rupp       |
| 34 | Svizzera (bandiera) | C     | Granit Xhaka     |
| 25 | Germania (bandiera) | C     | Amin Younes      |
| 31 | Svezia (bandiera)   | A     | Branimir Hrgota  |
| 10 | Germania (bandiera) | A     | Max Kruse        |
| 22 | Togo (bandiera)     | A     | Peniel Mlapa     |
| 11 | Brasile (bandiera)  | A     | Raffael          |

## Organigramma societario
Area tecnica
- Allenatore: Lucien Favre
- Allenatore in seconda: Frank Geideck, Manfred Stefes
- Preparatore dei portieri: Uwe Kamps
- Preparatori atletici: Andreas Bluhm

## Risultati

### Bundesliga

#### Girone di andata
| Arbitro: | Welz |

|                                           |           |                  |
| Robben 12’ Mandžukić 16’ Alaba 69’ (rig.) | Marcatori | 40’ (aut.) Dante |

| Arbitro: | Drees |

|                                       |           |  |
| Kruse 20’ Kramer 53’ Daems 66’ (rig.) | Marcatori |  |

| Arbitro: | Brych |

|                                             |           |                        |
| Kießling 23’ (rig.) Sam 28’, 60’ Castro 72’ | Marcatori | 54’ Stranzl 57’ Arango |

| Arbitro: | Perl |

|                                               |           |                      |
| Arango 36’ Raffael 53’ Kruse 74’ Herrmann 85’ | Marcatori | 69’ (aut.) Nordtveit |

| Arbitro: | Dingert |

|                         |           |            |
| Modeste 45’ Volland 54’ | Marcatori | 75’ Hrgota |

| Arbitro: | Gagelmann |

|                                             |           |            |
| Wendt 22’ Raffael 31’, 75’ Kruse 72’ (rig.) | Marcatori | 58’ Boland |

| Arbitro: | Weiner |

|                    |           |                      |
| Hahn 27’ Milik 88’ | Marcatori | 33’ Kruse 71’ Hrgota |

| Arbitro: | Gräfe |

|                              |           |  |
| Kruse 81’ (rig.) Raffael 86’ | Marcatori |  |

| Arbitro: | Drees |

|           |           |  |
| Ramos 36’ | Marcatori |  |

| Arbitro: | Zwayer |

|                                               |           |            |
| Arango 11’ Wendt 18’ Herrmann 60’ Raffael 66’ | Marcatori | 15’ Aigner |

| Arbitro: | Schmidt |

|  |           |                |
|  | Marcatori | 23’, 63’ Kruse |

| Arbitro: | Dingert |

|                                          |           |           |
| Arango 72’ Stark 75’ (aut.) Herrmann 87’ | Marcatori | 21’ Drmić |

| Arbitro: | Kinhöfer |

|  |           |                       |
|  | Marcatori | 37’ Raffael 73’ Wendt |

| Arbitro: | Hartmann |

|             |           |  |
| Raffael 62’ | Marcatori |  |

| Arbitro: | Zwayer |

|                              |           |                   |
| Raffael 24’ Kruse 45’ (rig.) | Marcatori | 17’ (rig.) Farfán |

| Magonza 14 dicembre 2013, ore 15:30 CET 16ª giornata | Magonza | 0 – 0 referto | Borussia M'gladbach | Coface Arena (34 000 spett.)\| Arbitro: \| Schmidt \| |
| Arbitro:                                             | Schmidt |               |                     |                                                       |

| Arbitro: | Perl |

|                        |           |                    |
| Raffael 59’ Arango 64’ | Marcatori | 53’ Diego 85’ Dost |

#### Girone di ritorno
| Arbitro: | Gagelmann |

|  |           |                            |
|  | Marcatori | 7’ Götze 53’ (rig.) Müller |

| Arbitro: | Dankert |

|                            |           |           |
| Rudņevs 57’ Diouf 82’, 90’ | Marcatori | 84’ Mlapa |

| Arbitro: | Meyer |

|  |           |         |
|  | Marcatori | 62’ Son |

| Arbitro: | Stark |

|              |           |            |
| Obraniak 88’ | Marcatori | 6’ Raffael |

| Arbitro: | Stieler |

|                           |           |                                  |
| Herrmann 4’ Jantschke 18’ | Marcatori | 56’ Firmino 82’ (rig.) Salihović |

| Arbitro: | Perl |

|                   |           |             |
| Stegen 52’ (aut.) | Marcatori | 24’ Raffael |

| Arbitro: | Kircher |

|            |           |                         |
| Raffael 5’ | Marcatori | 35’ Altıntop 81’ Werner |

| Arbitro: | Aytekin |

|           |           |                       |
| Jojić 77’ | Marcatori | 31’ Raffael 40’ Kruse |

| Arbitro: | Gagelmann |

|                                  |           |  |
| Arango 28’ Kruse 32’ Raffael 40’ | Marcatori |  |

| Arbitro: | Gräfe |

|            |           |  |
| Joselu 16’ | Marcatori |  |

| Arbitro: | Kinhöfer |

|                                     |           |          |
| Daems 37’ Raffael 75’ Domínguez 78’ | Marcatori | 28’ Zoua |

| Arbitro: | Stieler |

|  |           |                             |
|  | Marcatori | 17’ Arango 79’ (rig.) Kruse |

| Arbitro: | Meyer |

|            |           |            |
| Arango 89’ | Marcatori | 12’ Didavi |

| Arbitro: | Gagelmann |

|                                      |           |                           |
| Mehmedi 51’, 87’ Sorg 71’ Darida 72’ | Marcatori | 9’ Herrmann 89’ Nordtveit |

| Arbitro: | Gräfe |

|  |           |              |
|  | Marcatori | 35’ Herrmann |

| Arbitro: | Zwayer |

|                                  |           |                   |
| Stranzl 22’ Kruse 54’ Kramer 77’ | Marcatori | 65’ Choupo-Moting |

| Arbitro: | Stark |

|                                      |           |            |
| De Bruyne 30’ Perišić 68’ Knoche 81’ | Marcatori | 64’ Kramer |

### Coppa di Germania
| Arbitro: | Willenborg |

|                                               |                      |                                          |
| Sulu Sailer Costa Stegmayer Stroh-Engel Ivana | Tiri di rigore 5 – 4 | Daems de Jong Xhaka Kruse Stranzl Hrgota |

## Statistiche

### Statistiche di squadra
| Competizione      | Punti | In casa | In casa | In casa | In casa | In casa | In casa | In trasferta | In trasferta | In trasferta | In trasferta | In trasferta | In trasferta | Totale | Totale | Totale | Totale | Totale | Totale | DR  |
| Competizione      | Punti | G       | V       | N       | P       | Gf      | Gs      | G            | V            | N            | P            | Gf           | Gs           | G      | V      | N      | P      | Gf     | Gs     | DR  |
| ----------------- | ----- | ------- | ------- | ------- | ------- | ------- | ------- | ------------ | ------------ | ------------ | ------------ | ------------ | ------------ | ------ | ------ | ------ | ------ | ------ | ------ | --- |
| Bundesliga        | 55    | 17      | 11      | 3       | 3       | 38      | 17      | 17           | 5            | 4            | 8            | 21           | 26           | 34     | 16     | 7      | 11     | 59     | 43     | +16 |
| Coppa di Germania | -     | 0       | 0       | 0       | 0       | 0       | 0       | 1            | 0            | 1            | 0            | 0            | 0            | 1      | 0      | 1      | 0      | 0      | 0      | 0   |
| Totale            | -     | 17      | 11      | 3       | 3       | 38      | 17      | 18           | 5            | 5            | 8            | 21           | 26           | 35     | 16     | 8      | 11     | 59     | 43     | +16 |

### Andamento in campionato
| Giornata  | 1  | 2 | 3  | 4 | 5  | 6 | 7 | 8 | 9 | 10 | 11 | 12 | 13 | 14 | 15 | 16 | 17 | 18 | 19 | 20 | 21 | 22 | 23 | 24 | 25 | 26 | 27 | 28 | 29 | 30 | 31 | 32 | 33 | 34 |
| --------- | -- | - | -- | - | -- | - | - | - | - | -- | -- | -- | -- | -- | -- | -- | -- | -- | -- | -- | -- | -- | -- | -- | -- | -- | -- | -- | -- | -- | -- | -- | -- | -- |
| Luogo     | T  | C | T  | C | T  | C | T | C | T | C  | T  | C  | T  | C  | C  | T  | C  | C  | T  | C  | T  | C  | T  | C  | T  | C  | T  | C  | T  | C  | T  | T  | C  | T  |
| Risultato | P  | V | P  | V | P  | V | N | V | P | V  | V  | V  | V  | V  | V  | N  | N  | P  | P  | P  | N  | N  | N  | P  | V  | V  | P  | V  | V  | N  | P  | V  | V  | P  |
| Posizione | 14 | 9 | 10 | 7 | 11 | 5 | 7 | 4 | 6 | 4  | 4  | 4  | 4  | 4  | 4  | 4  | 3  | 4  | 5  | 5  | 6  | 6  | 7  | 8  | 7  | 5  | 6  | 6  | 4  | 6  | 6  | 6  | 6  | 6  |

Legenda:

Luogo: C = Casa; T = Trasferta. Risultato: V = Vittoria; N = Pareggio; P = Sconfitta.

### Statistiche dei giocatori
| Giocatore        | Bundesliga | Bundesliga | Bundesliga  | Bundesliga | Coppa di Germania | Coppa di Germania | Coppa di Germania | Coppa di Germania | Totale   | Totale | Totale      | Totale     |
| Giocatore        | Presenze   | Reti       | Ammonizioni | Espulsioni | Presenze          | Reti              | Ammonizioni       | Espulsioni        | Presenze | Reti   | Ammonizioni | Espulsioni |
| ---------------- | ---------- | ---------- | ----------- | ---------- | ----------------- | ----------------- | ----------------- | ----------------- | -------- | ------ | ----------- | ---------- |
| J. Blaswich      | -          | -          | -           | -          | -                 | -                 | -                 | -                 | -        | -      | -           | -          |
| C. Heimeroth     | -          | -          | -           | -          | -                 | -                 | -                 | -                 | -        | -      | -           | -          |
| M. Stegen        | 34         | 0          | 1           | 0          | 1                 | 0                 | 1                 | 0                 | 35       | 0      | 2           | 0          |
| N. Brandenburger | -          | -          | -           | -          | -                 | -                 | -                 | -                 | -        | -      | -           | -          |
| R. Brouwers      | 12         | 0          | 0           | 0          | -                 | -                 | -                 | -                 | 12       | 0      | 0           | 0          |
| F. Daems         | 15         | 2          | 1           | 0          | 1                 | 0                 | 0                 | 0                 | 16       | 2      | 1           | 0          |
| Domínguez        | 21         | 1          | 2           | 0          | 1                 | 0                 | 1                 | 0                 | 22       | 1      | 3           | 0          |
| T. Jantschke     | 31         | 1          | 4           | 0          | -                 | -                 | -                 | -                 | 31       | 1      | 4           | 0          |
| J. Korb          | 22         | 0          | 6           | 0          | 1                 | 0                 | 0                 | 0                 | 23       | 0      | 6           | 0          |
| J. Mero          | -          | -          | -           | -          | -                 | -                 | -                 | -                 | -        | -      | -           | -          |
| M. Stranzl       | 30         | 2          | 5           | 1          | 1                 | 0                 | 0                 | 0                 | 31       | 2      | 5           | 1          |
| O. Wendt         | 18         | 3          | 2           | 0          | -                 | -                 | -                 | -                 | 18       | 3      | 2           | 0          |
| J. Arango        | 31         | 8          | 2           | 0          | -                 | -                 | -                 | -                 | 31       | 8      | 2           | 0          |
| M. Dahoud        | -          | -          | -           | -          | -                 | -                 | -                 | -                 | -        | -      | -           | -          |
| P. Herrmann      | 34         | 6          | 2           | 0          | 1                 | 0                 | 0                 | 0                 | 35       | 6      | 2           | 0          |
| C. Kramer        | 33         | 3          | 8           | 0          | 1                 | 0                 | 1                 | 0                 | 34       | 3      | 9           | 0          |
| T. Marx          | 2          | 0          | 0           | 0          | -                 | -                 | -                 | -                 | 2        | 0      | 0           | 0          |
| H. Nordtveit     | 21         | 1          | 1           | 1          | 1                 | 0                 | 0                 | 0                 | 22       | 1      | 1           | 1          |
| L. Rupp          | 10         | 0          | 0           | 0          | 1                 | 0                 | 0                 | 0                 | 11       | 0      | 0           | 0          |
| G. Xhaka         | 28         | 0          | 10          | 1          | 1                 | 0                 | 0                 | 0                 | 29       | 0      | 10          | 1          |
| A. Younes        | 14         | 0          | 0           | 0          | -                 | -                 | -                 | -                 | 14       | 0      | 0           | 0          |
| B. Hrgota        | 30         | 2          | 2           | 0          | 1                 | 0                 | 0                 | 0                 | 31       | 2      | 2           | 0          |
| M. Kruse         | 34         | 12         | 3           | 0          | 1                 | 0                 | 0                 | 0                 | 35       | 12     | 3           | 0          |
| P. Mlapa         | 5          | 1          | 0           | 0          | -                 | -                 | -                 | -                 | 5        | 1      | 0           | 0          |
| Raffael          | 34         | 15         | 1           | 0          | 1                 | 0                 | 0                 | 0                 | 35       | 15     | 1           | 0          |
| L. de Jong       | 13         | 0          | 0           | 0          | 1                 | 0                 | 0                 | 0                 | 14       | 0      | 0           | 0          |